# Live at Carnegie Hall (álbum de Liza Minnelli)
Live at Carnegie Hall é o quarto álbum ao vivo da cantora estadunidense Liza Minnelli. Lançado, pela gravadora Altel Sound Systems, em 1981, seu primeiro e único lançamento sob o selo.
Em 2021, a gravadora Real Gone Music renomeou o álbum como "Live In New York 1979" e o relançou em vinil cor de rosa limitado e também em vinil vermelho limitado a 1400 cópias cada. Em 2022, o álbum foi finalmente lançado em uma edição de 3 CDs que inclui o show completo pela primeira vez e a versão abreviada lançada no formato vinil.

## O show no Carnegie Hall
O Carnegie Hall tinha grande importância na família de Minnelli, uma vez que sua mãe, a também cantora e atriz Judy Garland, fez seu retorno triunfante 18 anos antes, em um evento que alguns chamam de "a maior noite da história do showbiz". Nesse contexto, Minnelli tinha vontade de voltar com uma nova temporada de shows, após suas bem sucedidas apresentações com o musical The Act, mas não queria voltar com o mesmo espetáculo de boate que já vinha fazendo há anos, queria inovações.
Com a ajuda de sua equipe dedicada, incluindo Fred Ebb (que escritor, produtor e diretor do show), Wayne Cilento e Ron Lewis (coreografo) e Lawrence Miller (cenógrafo) e Mark Gero como seu gerente de produção, Minnelli se propôs a surpreender com sua nova turnê. Em entrevista ela afirmou: "Eu queria transformar meus shows no Carnegie Hall em um teatro de apresentação", "Eu queria que cada música fosse uma peça de atuação; um personagem completo. Eu queria que o Carnegie Hall fosse meu bebê".

## Lançamento e produção
Na época do lançamento, Minnelli não estava afiliada a uma grande gravadora e teve a visão de gravar esses concertos e lançá-los de maneira independente. Dois anos depois, em 1981, ela começou a vender a edição limitada do álbum duplo em suas apresentações ao vivo.
A produção do álbum é de Hank Cattaneo e Bill LaVorgna, as gravações ocorreram na sala de espectáculos Carnegie Hall, localizada em Midtown Manhattan, na cidade de Nova Iorque, em setembro de 1979. O show em questão foi um entre os onze esgotados da série de apresentações de Minnelli no local.
A capa foi feita a partir de uma das imagens da coleção de Minnelli, feita pelo pintor, cineasta norte-americano da pop art Andy Warhol.

## Recepção crítica
| Críticas profissionais  | Críticas profissionais |
| Avaliações da crítica   | Avaliações da crítica  |
| Fonte                   | Avaliação              |
| ----------------------- | ---------------------- |
| The Wall Street Journal | Favorável              |
| Broadway World          | Favorável              |

O álbum recebeu resenhas favoráveis dos críticos especializados em música.
Will Friedwald, do jornal The Wall Street Journal, escreveu que o show "não foi o fim da carreira da Sra. Minnelli - ou mesmo o ponto intermediário - mas foi o clímax de um momento na história cultural. A epidemia de AIDS logo poria fim às festividades, mas, como capturado por Liza Minnelli no Carnegie em 1979, foi a maior festa da história". Sobre a performance de Minnelli, afirmou: "O poder supremo da Sra. Minnelli pode muito bem ser sua extrema sensualidade - ela é abertamente sexy de uma maneira que quase nenhuma diva teatral jamais é" mais próxima de Peggy Lee ou Julie London. Você não pode deixar de notar isso em duas músicas escritas por Ebb e John Kander para seu papel principal em "The Act": Em "City Lights" - um veículo ainda melhor para ela do que o mais famoso "Theme from 'New York, New York'" -, ela canta não apenas o amor por sua cidade adotiva, mas uma espécie de luxúria por ela".
Stephen Mosher, do site BroadwayWorld, faz uma crítica favorável na qual considerou as interpretações de "Cabaret", "New York, New York", "City Lights" e "But The World Goes Round" eletrizantes. Segundo ele, a cantora está em ótima forma vocal durante todo o concerto e "à medida que, monólogo musical, por monólogo musical, Liza Minnelli leva o ouvinte por uma série de caminhos intrigantes, sua habilidade em contar as histórias que ela trouxe ao palco brilha intensamente, ressoando com individualidade e originalidade". Por fim, ele concluiu dizendo que "do início ao fim, [o álbum] não é apenas um dos melhores álbuns de Liza Minnelli a ser lançado em CD, não é apenas um dos melhores álbuns de concerto a ser gravado, produzido, remasterizado e relançado após uma desconfortável espera de quatro décadas, é simplesmente um dos melhores álbuns, ponto".

## Lista de faixas
- Créditos adaptados do LP Live at Carnegie Hall, de 1979.[12]

| Side one |                                                     |                                                             |         |  |
| N.º      | Título                                              | Compositor(es)                                              | Duração |  |
| 1.       | "How Long Has This Been Going On? / It's a Miracle" | George Gershwin, Ira Gershwin / Barry Manilow, Marty Panzer |         |  |
| 2.       | "My Ship / The Man I Love"                          | Kurt Weill, Ira Gershwin / George Gershwin, Ira Gershwin    |         |  |
| 3.       | "Some People"                                       | Jule Styne, Stephen Sondheim                                |         |  |
| 4.       | "Come in from the Rain"                             | Melissa Manchester, Carole Bayer Sager                      |         |  |

| Side two | | |         |  |
| N.º      | Título | Compositor(es) | Duração |  |
| 1.       | "London Town" | Fred Ebb, Paul Klein, Lee Goldsmith |         |  |
| 2.       | "New York Medley: I Guess The Lord Must Be In New York City / Take Me Back To Manhattan / Manhattan / New York City Rhythm / 42nd Street / Lullaby Of Broadway / On Broadway / New York, New York / Every Streets A Boulevard / Theme from New York, New York" | Harry Nilsson / Cole Porter / Richard Rodgers, Lorenz Hart / Barry Manilow, Marty Panzer / Harry Warren, Al Dubin / Barry Mann, Cynthia Weil, Jerry Leiber e Mike Stoller / Leonard Bernstein, Betty Comden, Adolph Green / Jule Styne, B. Hillyard / John Kander, Fred Ebb |         |  |

| Side three |                                                   |                                                                          |         |  |
| N.º        | Título                                            | Compositor(es)                                                           | Duração |  |
| 1.         | "Someone to Watch Over Me"                        | George Gershwin, Ira Gershwin                                            |         |  |
| 2.         | "Twelve Fellas"                                   | Fred Ebb, Larry Grossman                                                 |         |  |
| 3.         | "You & I / Honeymoon Is Over / Happy Anniversary" | Leslie Bricusse / Harvey Schmidt, Tom Jones / Charles Aznavour, Fred Ebb |         |  |
| 4.         | "City Lights"                                     | John Kander, Fred Ebb                                                    |         |  |

| Side four |                            |                               |         |  |
| N.º       | Título                     | Compositor(es)                | Duração |  |
| 1.        | "Cabaret"                  | John Kander, Fred Ebb         |         |  |
| 2.        | "Shine On Harvest Moon"    | Nora Bayes, Jack Norworth     |         |  |
| 3.        | "But The World Goes Round" | John Kander, Fred Ebb         |         |  |
| 4.        | "Bows (Liza/Liza)"         | George Gershwin, Ira Gershwin |         |  |